# كوه صحرا (أنزان الغربي)
کوه صحرا (بالفارسية: کوه‌صحرا) هي قرية تقع في إيران في قسم أنزان الغربي الريفي. يقدر عدد سكانها بـ 332 نسمة بحسب إحصاء 2016.